# Río Bustriguado
El río Bustriguado es un curso fluvial de Cantabria (España) perteneciente a la cuenca hidrográfica del Escudo. Tiene una longitud de 7,055 kilómetros, con una pendiente media de 7,0º.
Sus principales afluentes son los arroyos La Plaza, Mazuco y Las Ligorias.
A su paso por Bustriguado, barrio del pueblo de Roiz, el río desciende por una curiosa formación rocosa llamada la Llasca de los Moros, un talud de piedra natural cuyas fisuras dan a entender erróneamente que se trata de una antigua construcción ciclópea. Esta escena está enclavada, por lo demás, en una zona muy boscosa y húmeda.
Las zonas que atraviesa el río se caracterizan por su gran número de grutas, siendo la más importante El Soplao.